# Makarow (Rosja)
Makarow – miasto w Rosji, w obwodzie sachalińskim. W 2010 roku liczyło 6705 mieszkańców.